# スピリットオブセントルイス号
スピリット・オブ・セントルイス号（英語:Spirit of St. Louis）は、1927年5月21日にチャールズ・リンドバーグによって、ノンストップでの大西洋横断単独飛行に成功したライアン・エアラインズ社（後のライアン・エアロノーティカル社とは別法人）製の単発機ライアン NYP-1の愛称である。愛称はリンドバーグによって名付けられた。
製造者による機体名「NYP-1」は、この機体の唯一の目的である飛行区間「ニューヨーク・パリ」のイニシャルを取って命名された。チャールズ・リンドバーグの依頼を受け、1927年にライアン・エアラインズの技術者ドナルド・A・ホール(Donald Albert Hall 1898-1968)らによって設計され、1機のみ製作された。

## 開発
1927年2月、リンドバーグはライアン社に長距離電話を通じ、大西洋横断機の製作を打診した。その時点で、大西洋両岸の多くの著名パイロットがオルティーグ賞を狙った大西洋横断無着陸飛行の準備を進めており、ライバルたちに先を越されないために、一刻も早く飛行できる機体を入手し、出発する必要があった。ライアン社は照会に対し、当時生産していた4座席の単発郵便輸送機「ライアン M-1」の構造をベースに機体を開発すれば3ヶ月で納入できる、と回答したが、リンドバーグはさらなる納期の短縮を求めた。その日のうちにライアン社は電報で「2ヶ月でお渡しする」と回答し、リンドバーグはライアン社への発注を決意した。
リンドバーグはライアン社と交渉する以前、大西洋横断の機材としてジュセッペ・ベランカ設計によるベランカ WB-2（当時の単発輸送機では最優秀の部類に属し、多くの飛行記録を達成した）での飛行を希望していたが、ベランカ機の価格は25,000ドルと高額なうえ、当時WB-2の製造権を持っていたメーカー、コロンビア航空機の実質的オーナーが、無名のリンドバーグに機体を提供することに（信用の面から）難色を示し、機体調達に失敗していたのであった。
2月23日、リンドバーグはカリフォルニア州サンディエゴのライアン社工場を訪れ、会社のオーナーであるフランク・マホーニー（Benjamin Franklin Mahoney 1901-1951）、技術者のドナルド・ホールらと会見して、長距離機のコンセプトを話し合った。またライアンM-1とその改良型M-2の実機も確認したリンドバーグは、最終的に10,580ドルの費用で、ライト・ワールウィンドエンジンを装備した長距離機の60日以内での製作・納入契約を結んだ。
ライアン・エアラインズは、T.クロード・ライアン(Tubal Claude Ryan)とフランク・マホーニーの協力でローカルな航空輸送会社として1925年に設立され（このため「エアラインズ」を名乗った）、同年に自社製の機体製造にも着手するようになったばかりの新興メーカーであったが、ライアンとマホーニーの経営方針対立で1926年11月にマホーニーがライアンの出資分を買い取り、1927年当時はマホーニー個人のオーナー会社となっていた。後年のライアン・エアロノーティカルは、T.クロード・ライアンが別途設立した企業である。クロード・ライアンはマホーニーに経営権を譲ったあとほどなく退社しており、ライアンNYPの開発には直接関わっていない。
ドナルド・ホールは1919年以来、カーチスやダグラスといった航空機メーカーで技術者としてキャリアを積んでいた。だが前年1926年にダグラスを離れ、フォード・モーター、アメリカ陸軍航空部などで短期勤務して古巣のダグラスに戻った後、同じカリフォルニアの新興メーカー・ライアンに移籍したのは1927年1月31日で、偶然にもリンドバーグがライアン社に長距離機製作を依頼する直前であった。新任のホールが2ヶ月で長距離機を促成するとすれば、その確実な手段は既にあるライアンM-2の設計をベースとする以外になかった。ホールはNYP-1開発の記録を個人的に残しており、それは1954年のリンドバーグの回想録「翼よあれがパリの灯だ」に資料として掲載されている。
ホールとライアン社のチームは、この特別機NYP-1の設計・製作に突貫作業で取り組み、契約どおり60日間で完成させた。NYP-1は既存のライアンM-2の「4000マイル飛行仕様」という建前で当局に登録申請され、その結果「実験機」を意味する「X」を含む機体記号「NX-211」が付与された。完成した機体は1927年4月28日、リンドバーグの操縦でサンディエゴにおいて初飛行した。
なおライアン・エアラインズは、リンドバーグの成功直後の1927年7月に、経営実態に合わせて「BFマホーニー・エアクラフト」(BF Mahoney Aircraft Corporation)と改称、新たに小型単発輸送機「B-1ブロアム」を開発して一定の成功を収めたが、同年末にはマホーニーからリンドバーグの後援者であったセントルイスの実業家グループに売却され、NYP機で有名になったライアンの名前を復活させてマホーニー=ライアン・エアクラフト(Mahoney-Ryan Aircraft Corporation)と改組された。B-1ブロアムの生産工場は創業地サンディエゴからセントルイスに移転されている。マホーニーは運営実務を引き続き担ったが、1928年末には会社を離れた。1929年6月にはデトロイト・エアクラフト社の傘下となり、クロード・ライアンと無関係のままにライアン・エアクラフト(Ryan Aircraft Corporation)となったが、1930年代の大不況で経営不振となり、親会社のデトロイト・エアクラフト共々事業を終えている。

## 設計

### 機体

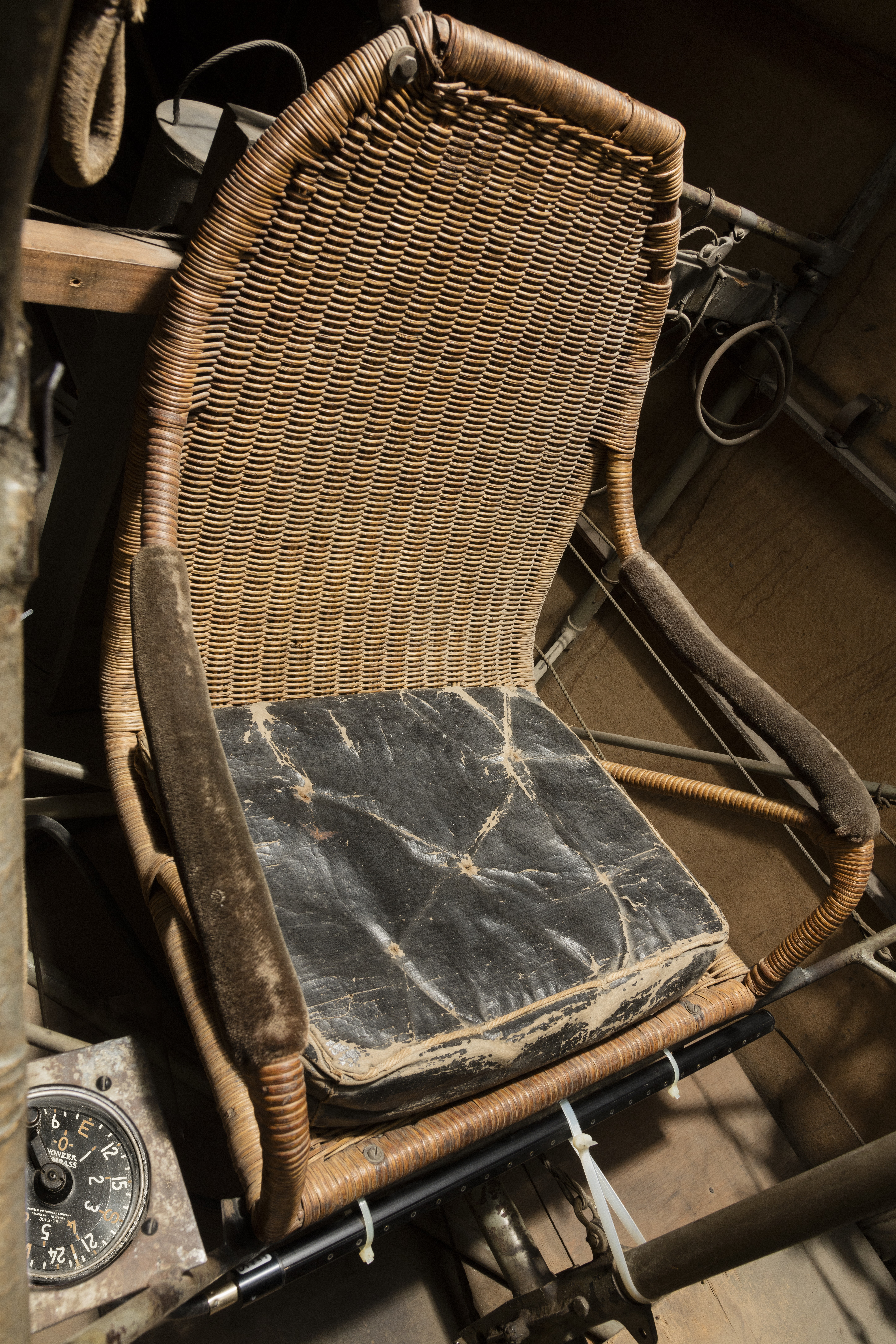
NYP-1の座席

ライアンの既存輸送機の設計を踏襲し、胴体・主翼とも1920年代中期当時の航空機では一般的な鋼管羽布張り構造を採用、機首にカウリングなしで空冷星形のライト社製ワールウィンドエンジンを装備する、高翼単葉・固定翼の単発機である。全体には、モノコック構造の全金属機以前の古典的構造ではあったが、当時の知見において可能な限り空気抵抗を減少する努力がなされており、さらには長距離飛行のための特殊設計によって、原型とされるライアンM-2郵便機とは相当に姿を変えた、特異な機体となった。

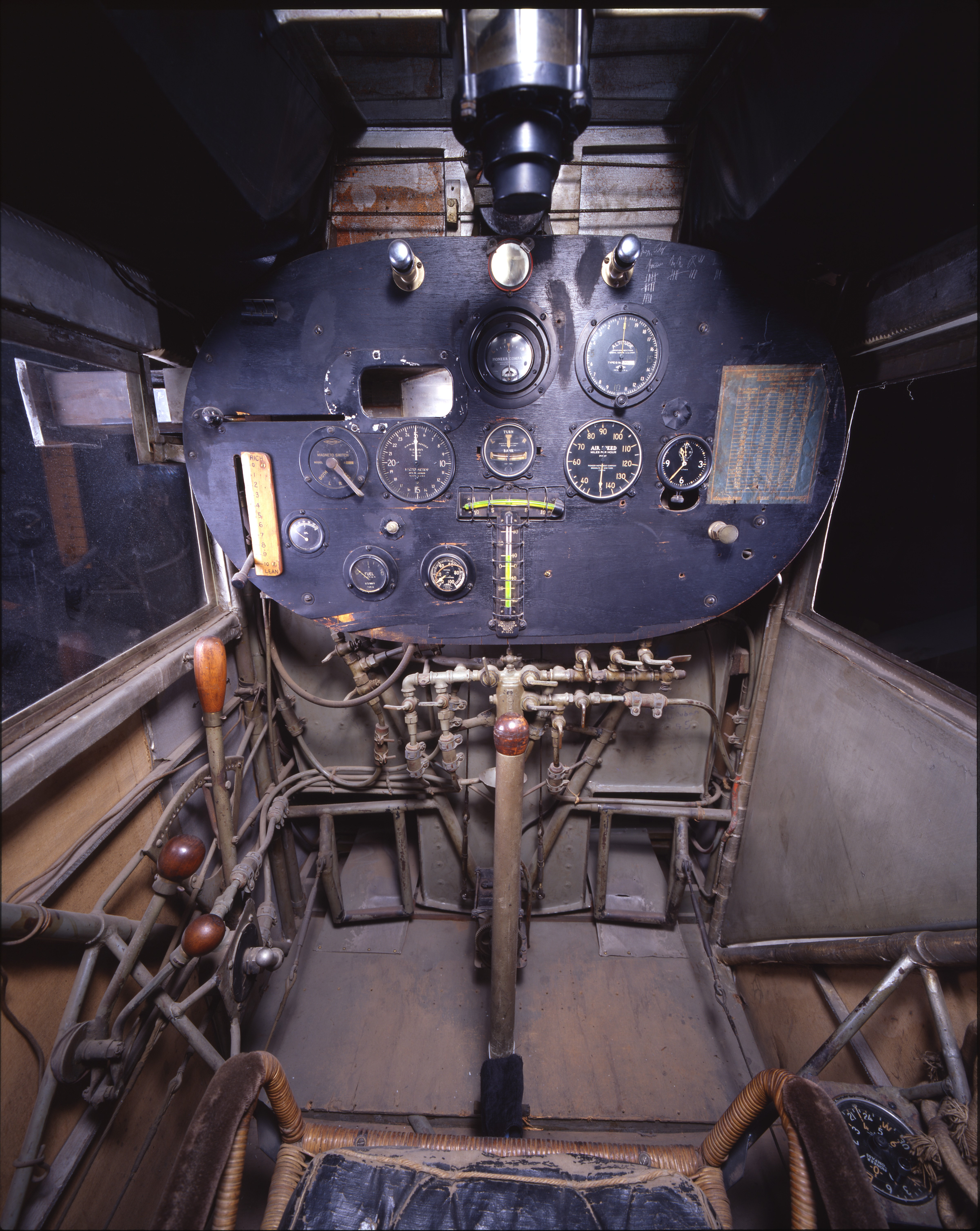
NYP-1の操縦席。前面は計器盤になっており、向かって左上に潜望鏡の窓がある。

外見上大きな特徴は、機体正面に窓が無いことと、機体全長に対して主翼の翼長が長いこと（M-2よりも約3m延長された）である。
多量の燃料（ガソリン）を携行するために、機体を構成する部材のうち、燃料タンク（と満載した燃料）は最大の重量物となった。過大重量による飛行性能への悪影響を最小限に留めるため、燃料タンクは機体の重心位置（翼の直下）に置かれ、結果、操縦席は巨大な燃料タンクの後方に配置せざるをえなかった。機体構成は機首側から順に、エンジン、燃料タンク、操縦室である。この特殊なレイアウトだと、既存機体に燃料タンクを増設した場合に生じがちな「事故で機体が破壊された際、乗員が前方のエンジンと後方の燃料タンクにはさまれて絶命」という事態は起きにくいが、操縦席からは燃料タンクが邪魔をし、ガラスの風防窓を設けられず、直接前方を見ることができない構造になった。前方視認には潜望鏡を使うか、機体側面窓から顔を出すしかなかった。
しかし、正面を見る必要は滑走路を視認しなければならない離着陸時に限られ、陸地上空の航行で使用した地文航法には機体側面窓からの地上観測で十分であった。また、航行の大部分を占めた海上飛行では視認すべき前方目標物は無く、機体正面を観測する必要はない。飛行姿勢を確認するための観測は、機体両側面の窓から見える地平線ないし水平線を左右見比べることで十分可能であった。リンドバーグはもともと、機体後部寄りに操縦席を持つ旧式郵便機の操縦士で、操縦中の視界の制約には慣れていた。
特徴的な燃料タンク配置を採用した最大の理由は、無名の操縦士だったリンドバーグには出資者が少なく、他のオルティーグ賞挑戦者のように大型の機材を用意できなかったことにあった（大型の機材では常識的な位置に十分な容量の燃料タンクを配置できた）。また単発機でも当初望んでいた高性能なベランカ機の調達に失敗し、航続距離や燃費消費率などにおいてやや性能が低いライアン機をベースに選ばざるを得なかった。このため、前方視界を犠牲にしても燃料の絶対搭載量を増やすことで、飛行時間の延長を図ったのである。

### エンジン
ライト・ワールウィンドエンジンは、リンドバーグ自身の希望で採用されたもので、当時最新の、もっとも信頼性の高いエンジンの一つであり、省燃費で、長時間の連続飛行に耐えうると考えられたことから選ばれた。その長所は、当時の航空エンジンメンテナンスの課題であったバルブ周りのオイル潤滑が、自動給脂機構によってエンジン稼働中に行える点にあった。このエンジンは実際に33時間半の連続飛行に耐え、トラブルも起こさず回り続けて、リンドバーグの期待に応えた。
NYPに搭載されたライト・ワールウィンドエンジンの個体は、ニュージャージー州パターソンのライト社工場で、同社の一組立工トム・ラトレッジによって組まれた。ラトレッジはリンドバーグの飛行に特段期待しておらず、自身の組んだエンジンの成功はリンドバーグのパリ到達後に上司から知らされたという。

### プロペラ

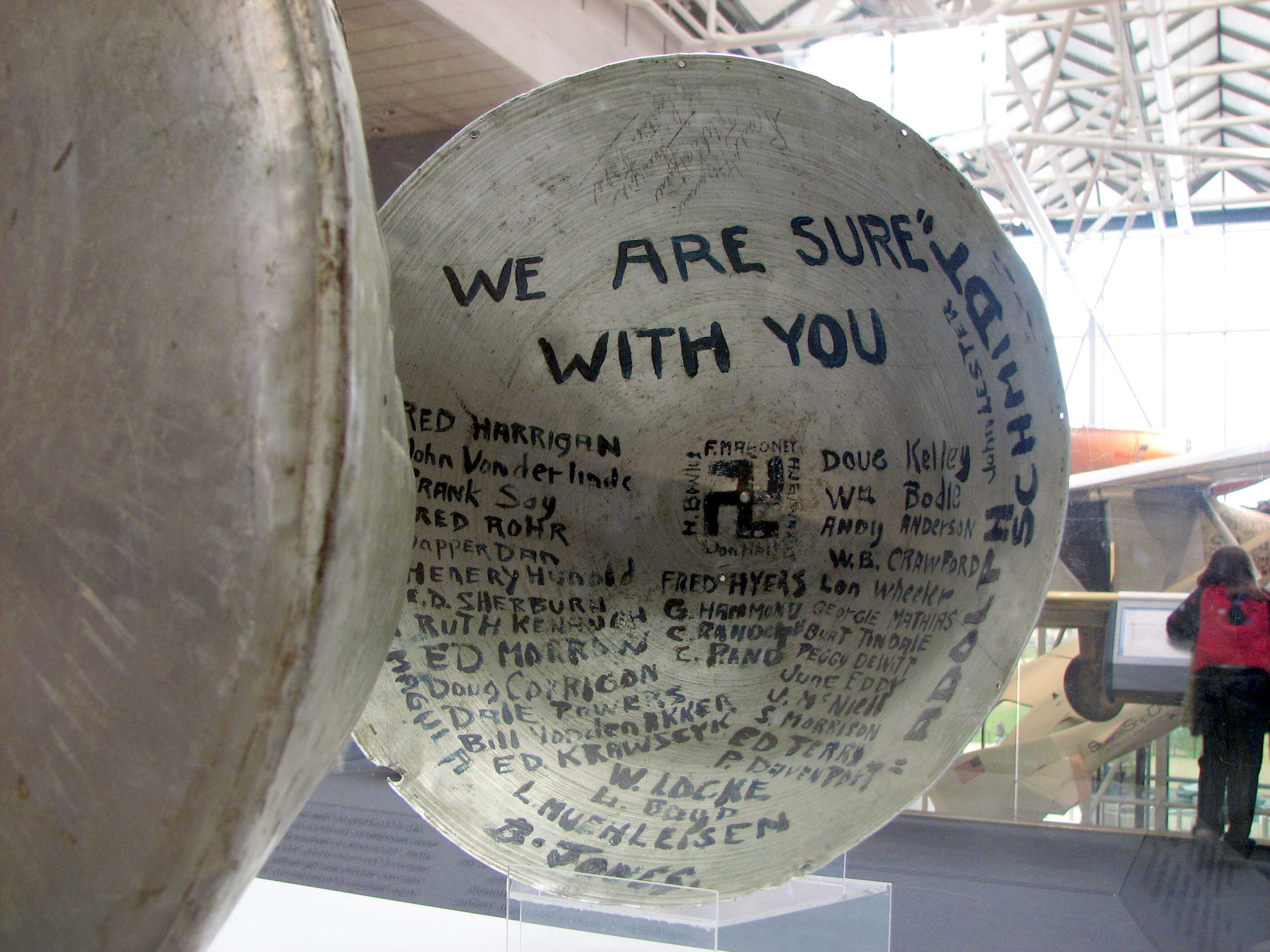
国立航空宇宙博物館で展示されるスピナー内部の寄せ書き

プロペラはハミルトン・スタンダード社の金属プロペラで、当時一般的な固定ピッチ2枚羽根であった。NYP-1の完成直前、ライアン社のスタッフたちはその大きなプロペラスピナーの裏側に、社員総出でリンドバーグを激励する寄せ書きを書き残している。ところがこのプロペラスピナーはニューヨークまでの回送飛行中にクラックが入ってしまい、急いで作られた代わりのスピナーに取り換えられた。ライアン社スタッフによる最初のスピナーは、スピリットオブセントルイス号と共に国立航空宇宙博物館に保管されている。

### 操縦性・装備など
このように長距離長時間飛行能力確保に徹したNYP-1は、しかし既存のライアンM-2の構造をベースに突貫開発された事情から、代償として操縦性が相当に不安定になった。それでもリンドバーグは「むしろ不安定である方が緊張感確保に役立つ」として、悪条件を呑んだと著書で語っている。機体の重量を軽減するため単座で、リンドバーグは1人で5,000km以上の航路を操縦しなければならなかった。
燃料以外に無駄なものは一切装備せず、食料も水筒2本とサンドイッチ4切れのみだった。座席は当時の民間機で多用されていた、軽くて頑丈な籐を編んだ椅子を用いた。方角や飛行時間などの測定に必要な磁気コンパスなど最低限の機器は搭載したが、航法装置や無線機は当時は高価かつ重量があった上、航空機搭載用無線機の信頼性がまだ不十分だったことから、敢えて積まなかった。

## 大西洋横断単独飛行
1927年5月20日-21日にリンドバーグによってアメリカ合衆国のニューヨーク・ロングアイランドのルーズベルト飛行場 からフランス・パリのル・ブルジェ空港までの5,810kmを33時間29分間29.8秒間で飛行し、オルティーグ賞とその賞金の25,000$を獲得した。このことで、リンドバーグの名は世界的に有名となった。
なおリンドバーグ以前にも大西洋横断飛行に成功したものはいたが、水上機が着水を繰り返しながらのものや、複数の搭乗員によるものであり、所要時間も長かった。スピリット・オブ・セントルイス号によるリンドバーグの飛行は当時としてはかなり速いもので、単独・無着陸としては世界初だった。

## 展示

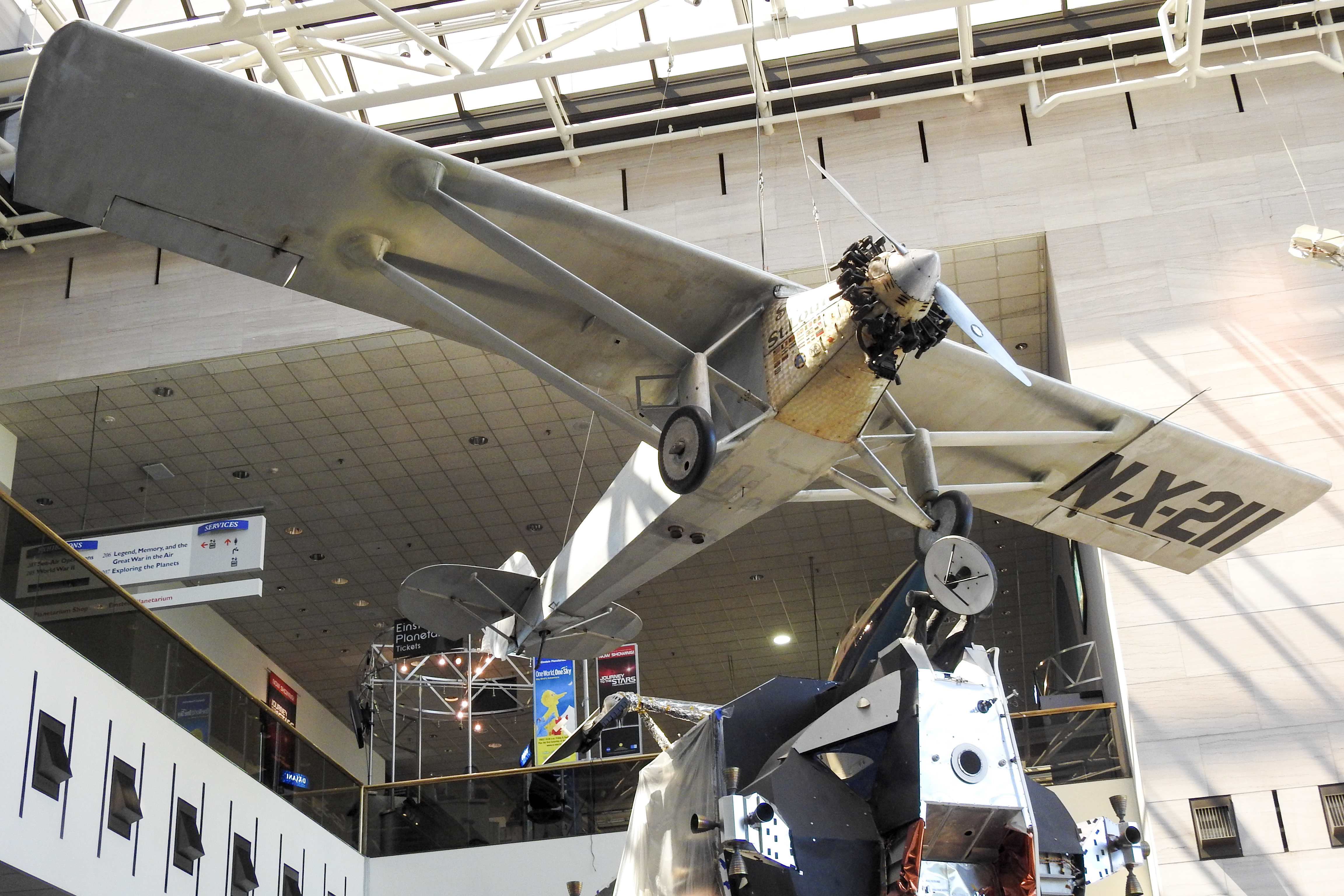
国立航空宇宙博物館で展示されるスピリット・オブ・セントルイス号（2016年）

リンドバーグとスピリット・オブ・セントルイス号は、船でアメリカへ凱旋した。その後、リンドバーグ自身の操縦でアメリカ国内を巡回飛行した後、初飛行から約1年後の1928年4月30日にリンドバーグの操縦で最終飛行が行われた。以来スピリット・オブ・セントルイス号は、2014年時点に至るまでアメリカの国立航空宇宙博物館に保管・展示されている。

## 同型機
リンドバーグの飛行成功を受け、日本の大阪毎日新聞は長距離通信機として、スピリット・オブ・セントルイス号の同型機をライアン社に発注した。NYP-2と名付けられた同型機は、大阪毎日新聞で大毎東日11号（登録番号：J-BACC）として運用された。1928年4月には、羽太文夫の操縦で13時間23分（総飛行距離2,100km）の滞空飛行日本記録を樹立した。大阪毎日新聞では1937年まで通信機として用いたが、その後3座の連絡機に改装された。

## 復元機
スピリットオブセントルイス号はリンドバーグの要望で急遽製作されたことから、製作当時の図面や資料があまり残っていない。ただし、機体の製造に関わった元ライアン従業員のハーバート「エド」モローが1950年頃に作成した図面が残っており、復元機のほとんどが製作の参考に使われている。

### 飛行可能機
1957年公開のビリー・ワイルダー監督映画『翼よ! あれが巴里の灯だ』はリンドバーグの大西洋横断を描いた作品であるが、本作撮影のためにモローの図面を元に当機のレプリカが3機製作された。これらはミズーリ州歴史博物館とクレイドル航空博物館に展示されているほか、ヘンリー・フォード博物館のコレクションに保管されている。クレイドル航空博物館には、リンドバーグがニューヨーク-パリ間を飛行した際の飛行服も展示されている。ヘンリーフォード博物館の復元機は、映画でリンドバーグを演じたジェームス・スチュアートの手に渡り、彼から博物館に寄贈された。
1967年、リンドバーグの大西洋横断から40周年になるのに合わせて、曲芸飛行家であるフランク・テールマンによる復元機「スピリット2」が製作され、4月24日に初飛行した。同年のパリ航空ショーで展示飛行を行うなど、1972年まで展示飛行を行った後、サンディエゴ航空宇宙博物館に5万ドルで売却された。展示の目玉の一つだったが、1978年2月22日の放火による火災で焼失したため、モローらによって1979年に2機目の復元機「スピリット3」が製作された。スピリット3は2003年8月に大西洋横断75周年に合わせて展示飛行を行った後、同館のロビーに展示されている。
1977年、リンドバーグの大西洋横断50周年を迎えるのに合わせて、エクスペリメンタル航空機協会（EAA）はコンチネンタルR-670を搭載して飛行可能な機体が製作された。その後の10年間で約1,300時間飛行し、1987年にパリで行われた60周年記念行事に参加後、EAA航空博物館に収蔵された。その後も飛行する姿を見たいという要望は多く、EAAは1991年に2機目の復元機を製作した。この復元機は前部の燃料タンクの場所に座席があり、イベント飛行では鱗柄のアルミ板が被せられた風防ごしに、リンドバーグの飛行を追体験できるようになっていた。
1979年には、ライカミングR-680で飛行可能な復元機が製作された。この復元機は、曲芸飛行家でコレクターとしても知られるカーミット・ウィークスに売却され、飛行可能機や復元機の飛行や展示を行っているテーマパークであるファンタジーオブフライトに収蔵されている。
1997年にはエストニアでも飛行可能な復元機が製作されたが、この機体は2003年5月31日にイギリスのコベントリー航空ショーで離陸直後に墜落、所有者で操縦していたピエール・ホレンダーは死亡した。
当時の装備を用いた完全な再現機は、ニューヨーク州のオールド・レインベック・エアロドロームが製作し、2015年12月に初飛行を行った。創設者の1人であるコール・パレンによって始められた再現計画は、1993年にパレンが死去した後もケン・カッセンズに引き継がれ、エンジンや帆布張りの機体、磁気コンパスに至るまで、当時の装備を復元している。カッセンズの手で初飛行を行った機体は、大西洋横断飛行89周年にあたる2016年5月21日に公開飛行を行った。
2019年7月28日、元アメリカ海軍のパイロットで、ボーイングに勤務しつつ40年以上にわたりホームビルド機やレプリカ製作を行っているジョン・ノーマンとその妻のハーザー・ノーマンによる復元機がシアトル近郊で初飛行を行った。ノーマン夫妻は1990年頃から復元に着手し、サンディエゴ航空宇宙博物館からモローの設計図を購入しようとしたが、「設計図を元に実機を製作しない」という誓約書を求められた。困惑した夫妻はモローに直接連絡し設計図を入手したが、育児や家事が多忙であることから復元作業は後手になり、子どもが独立した2012年から復元を再開した。サンディエゴ航空宇宙博物館に連絡すると、今度は無償で設計図などのデータが提供され、誓約書も求められなかった。

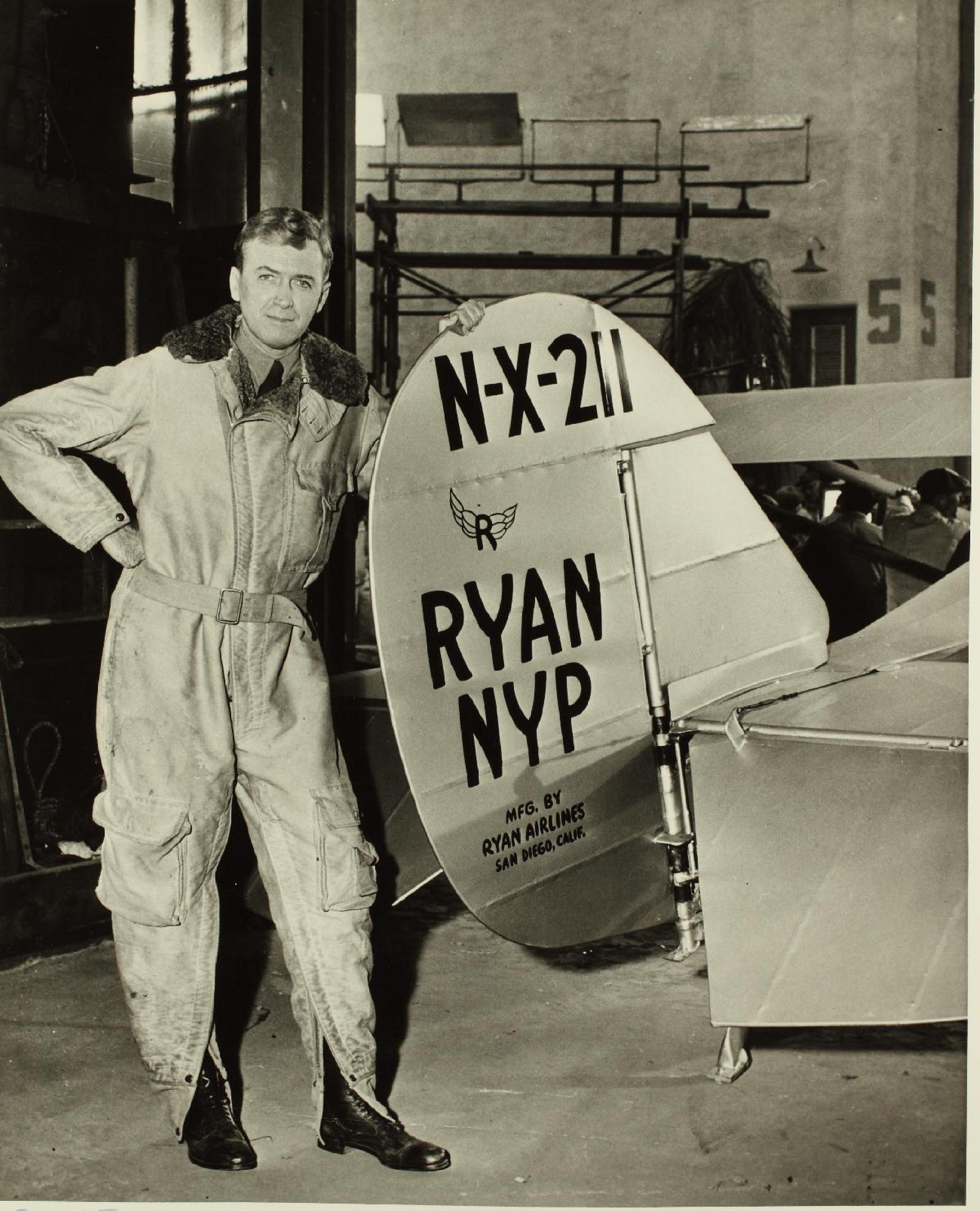
映画のために製作された復元機と写る、リンドバーグ役のジェームス・スチュアート（1955年）
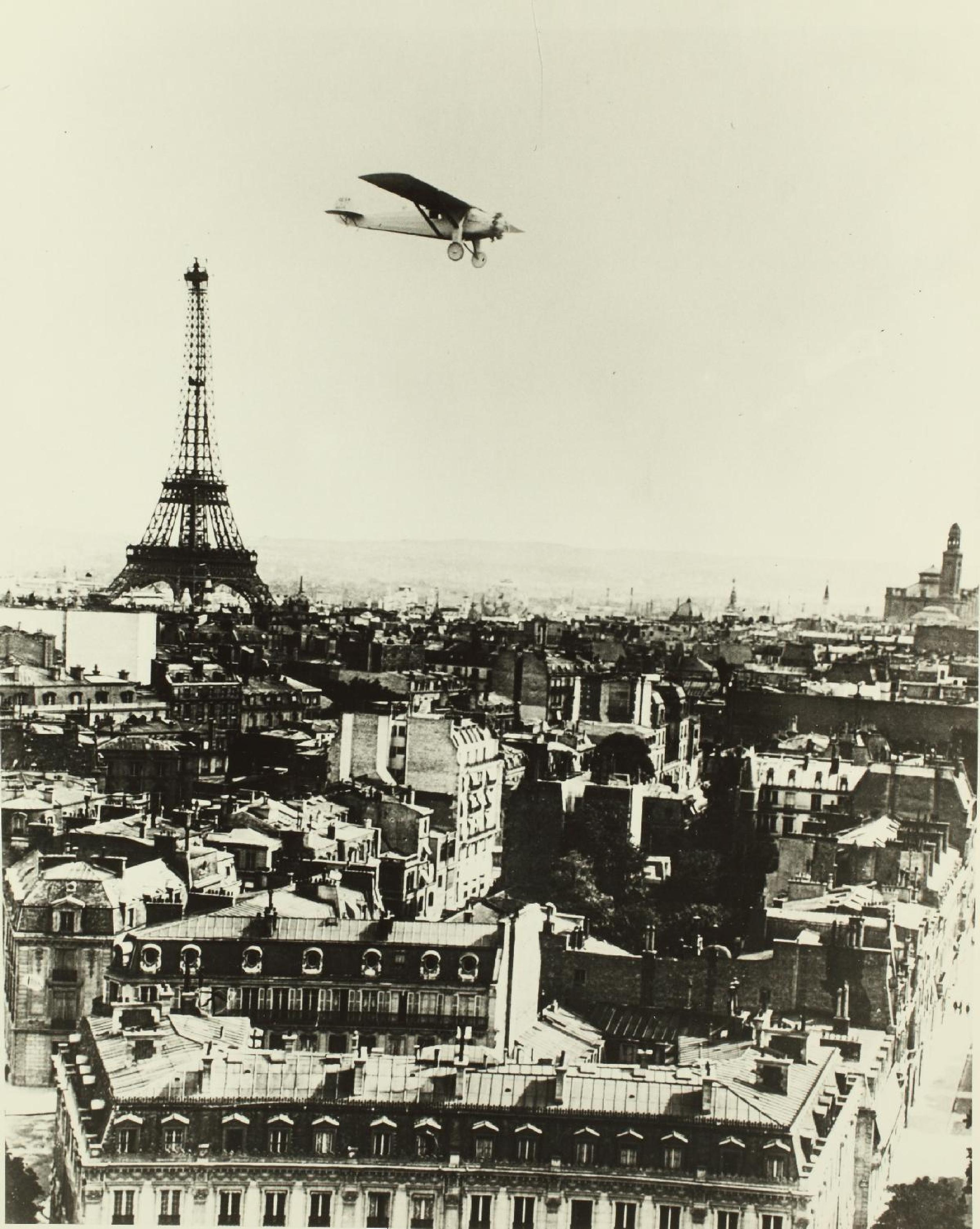
パリ上空を飛行する「スピリット2」（1967年）
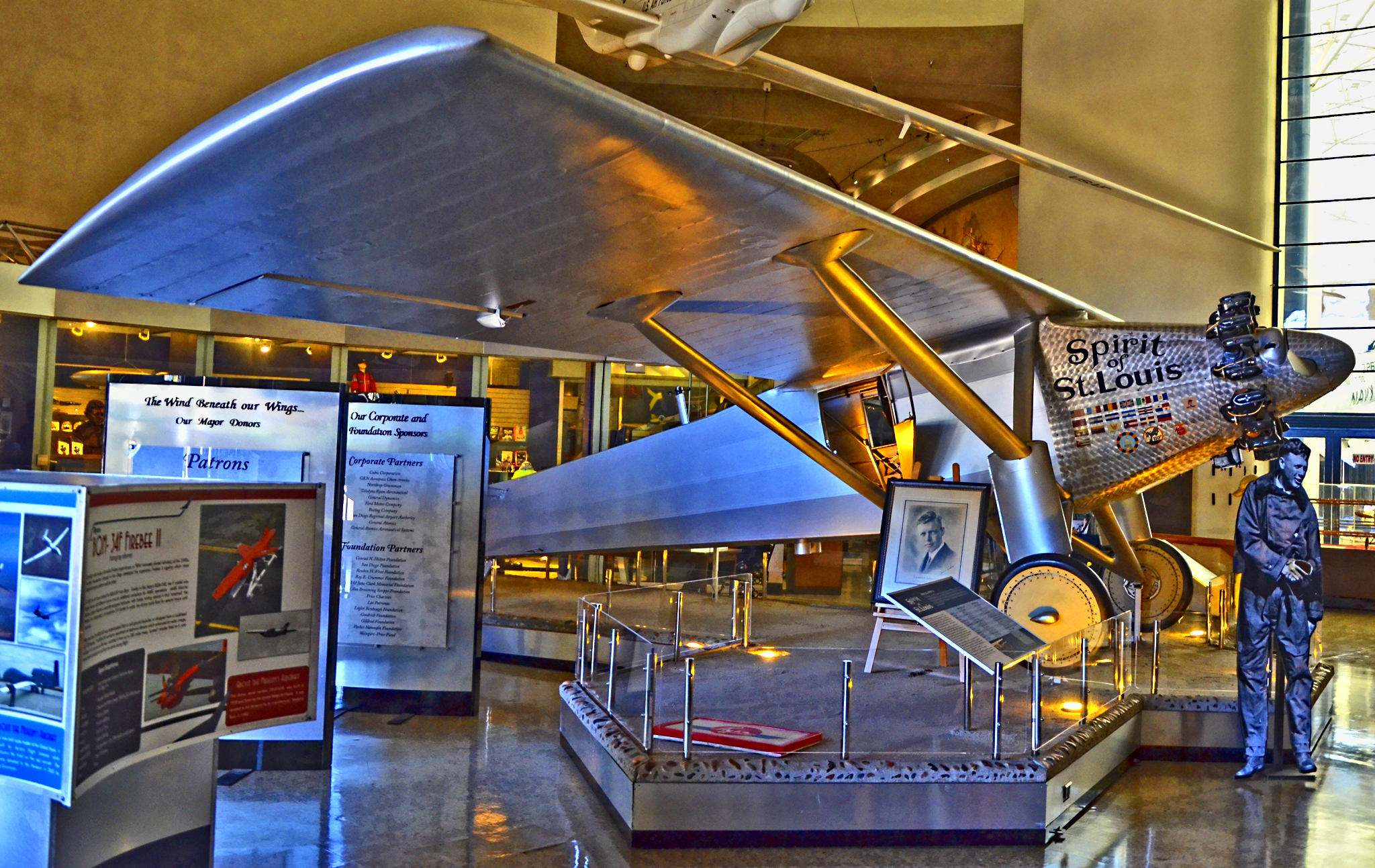
サンディエゴ航空宇宙博物館の「スピリット3」（2013年）
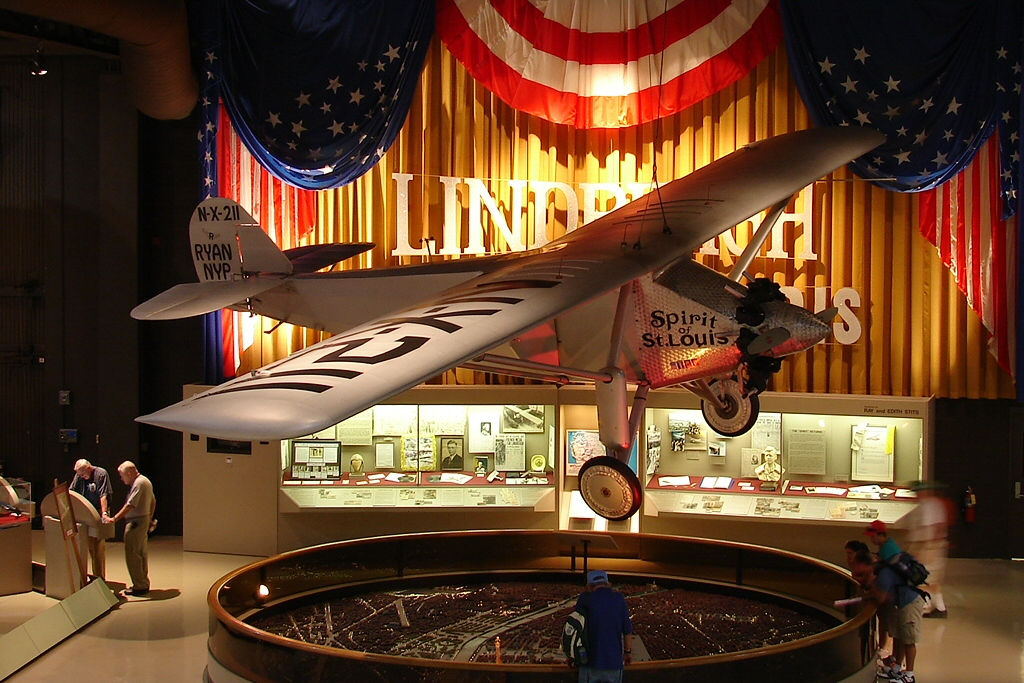
EAA航空博物館の復元機（2009年）
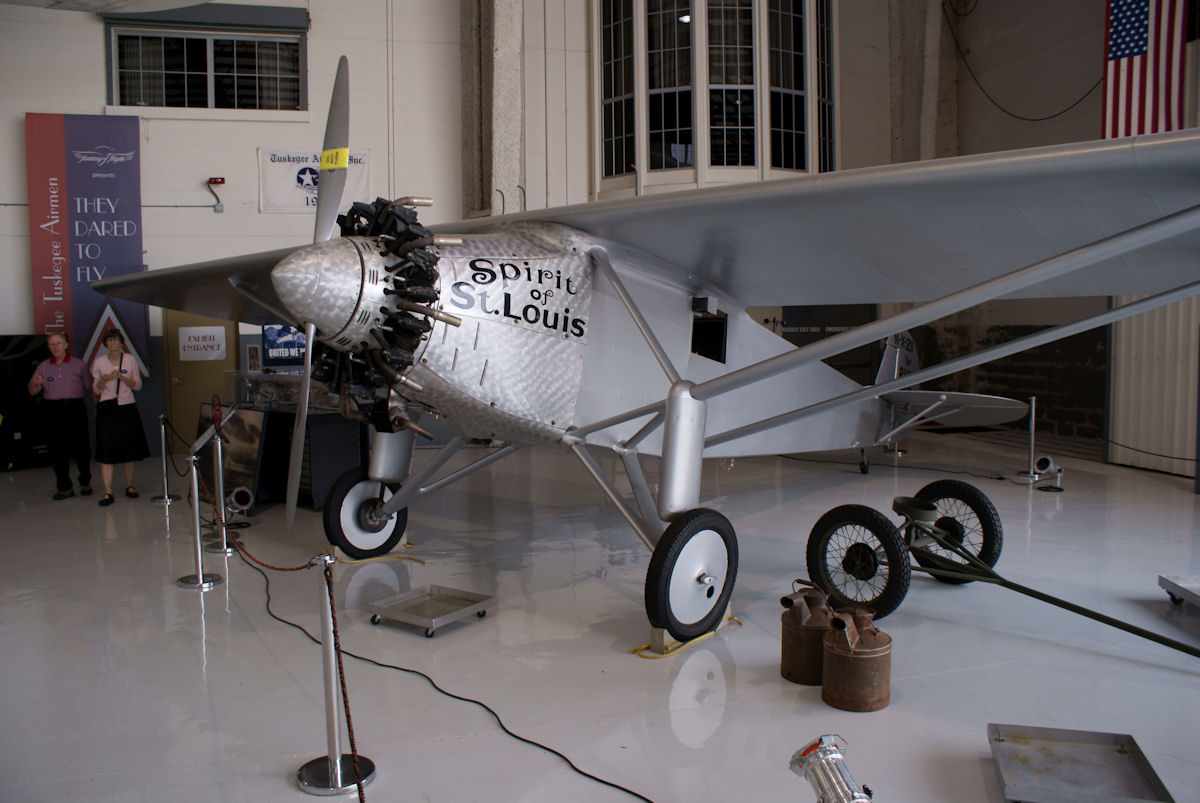
ファンタジーオブフライトの復元機（2011年）

### 展示機
『翼よ！あれが巴里の灯だ』の撮影のために製作された90%のスケールモデルがウィングスオブザノース航空博物館に展示されている。
1999年にサンディエゴ航空宇宙博物館が製作した復元機は、実機と同じライト・ワールウィンドエンジンを搭載したもので、サンディエゴ国際空港で展示されている。2002年からは、セントルイス・ランバート国際空港にも復元機が展示されている。オクターブシャヌート航空宇宙博物館には、博物館のボランティアが作成したレプリカが展示されている。エバーグリーン航空博物館にもレプリカが展示されている。
アメリカ国外では、イギリスのスタッフォード航空博物館や、ドイツのフランクフルト空港とハノーファー・ラッツェン航空博物館に復元機が展示されている。

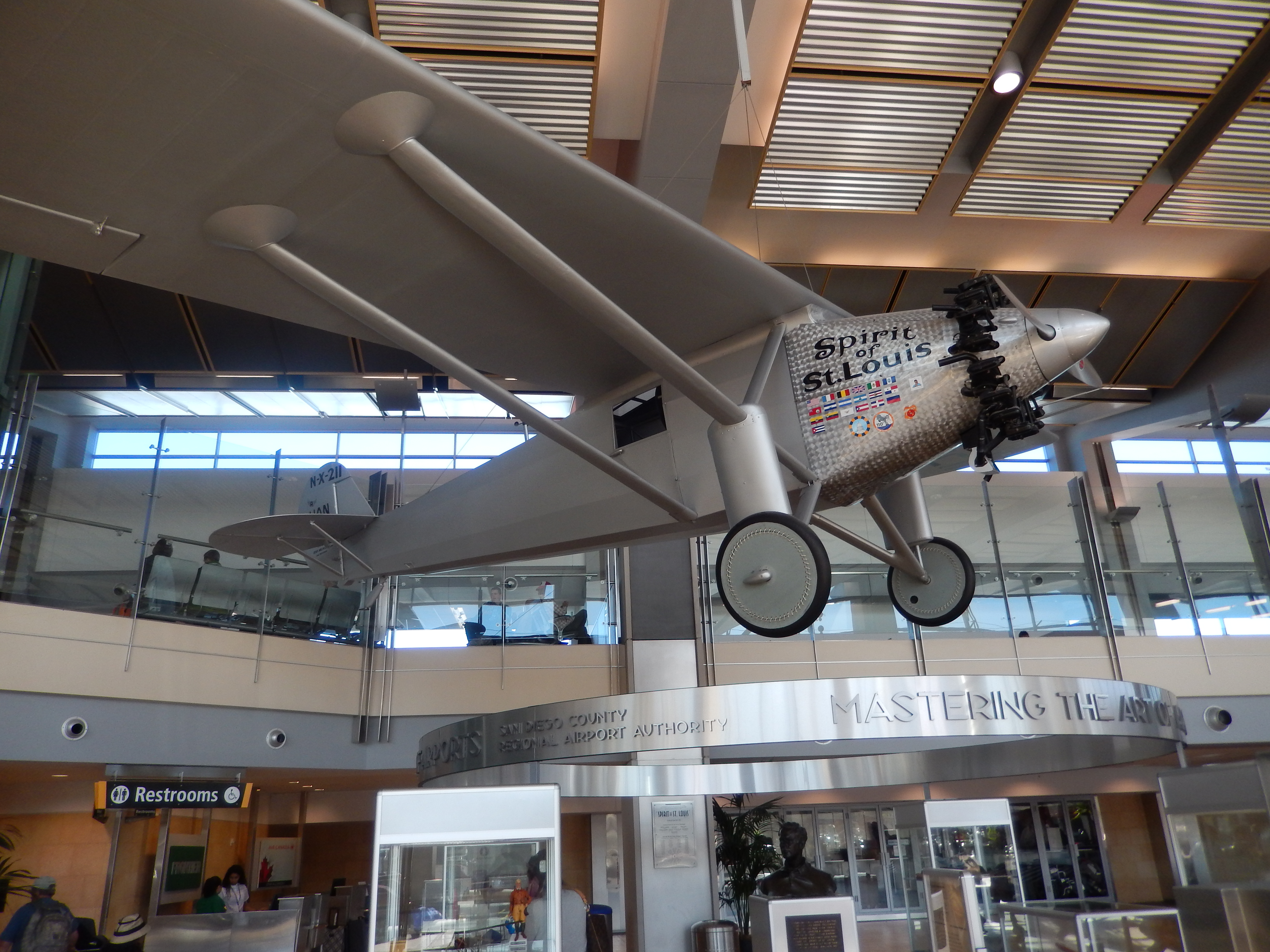
サンディエゴ空港の復元機（2013年）
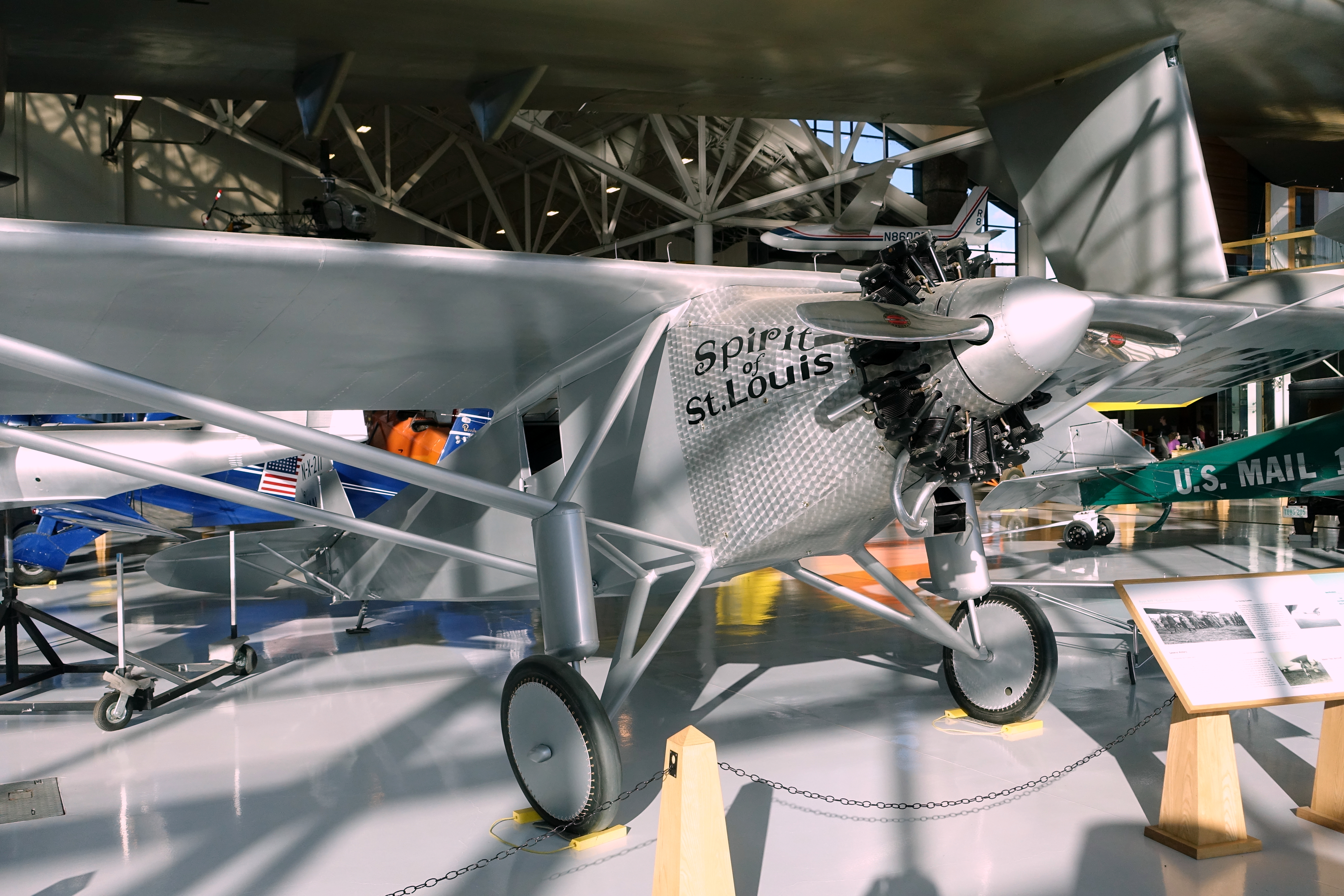
エバーグリーン航空宇宙博物館の復元機（2014年）
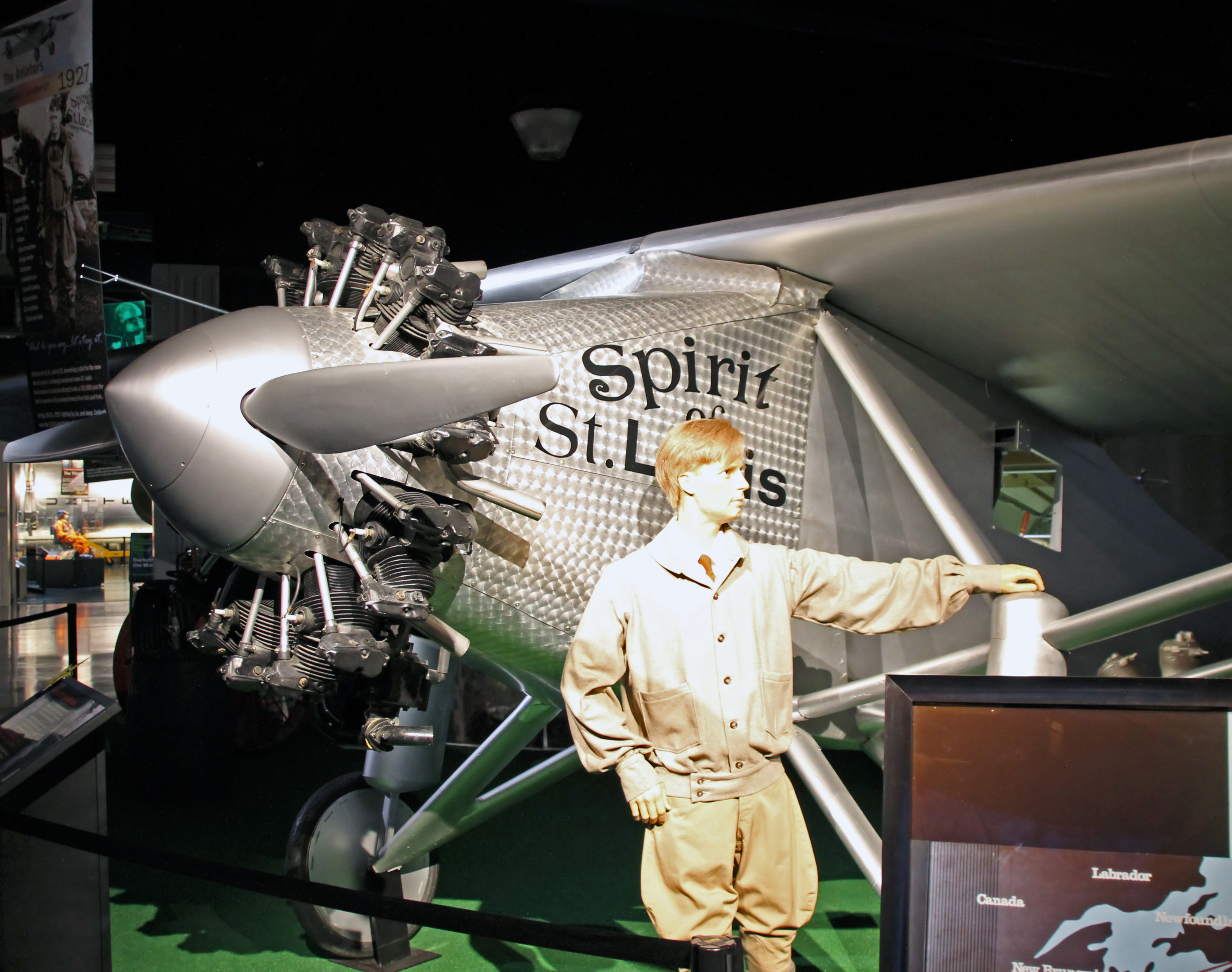
スタッフォード航空博物館の復元機（2014年）
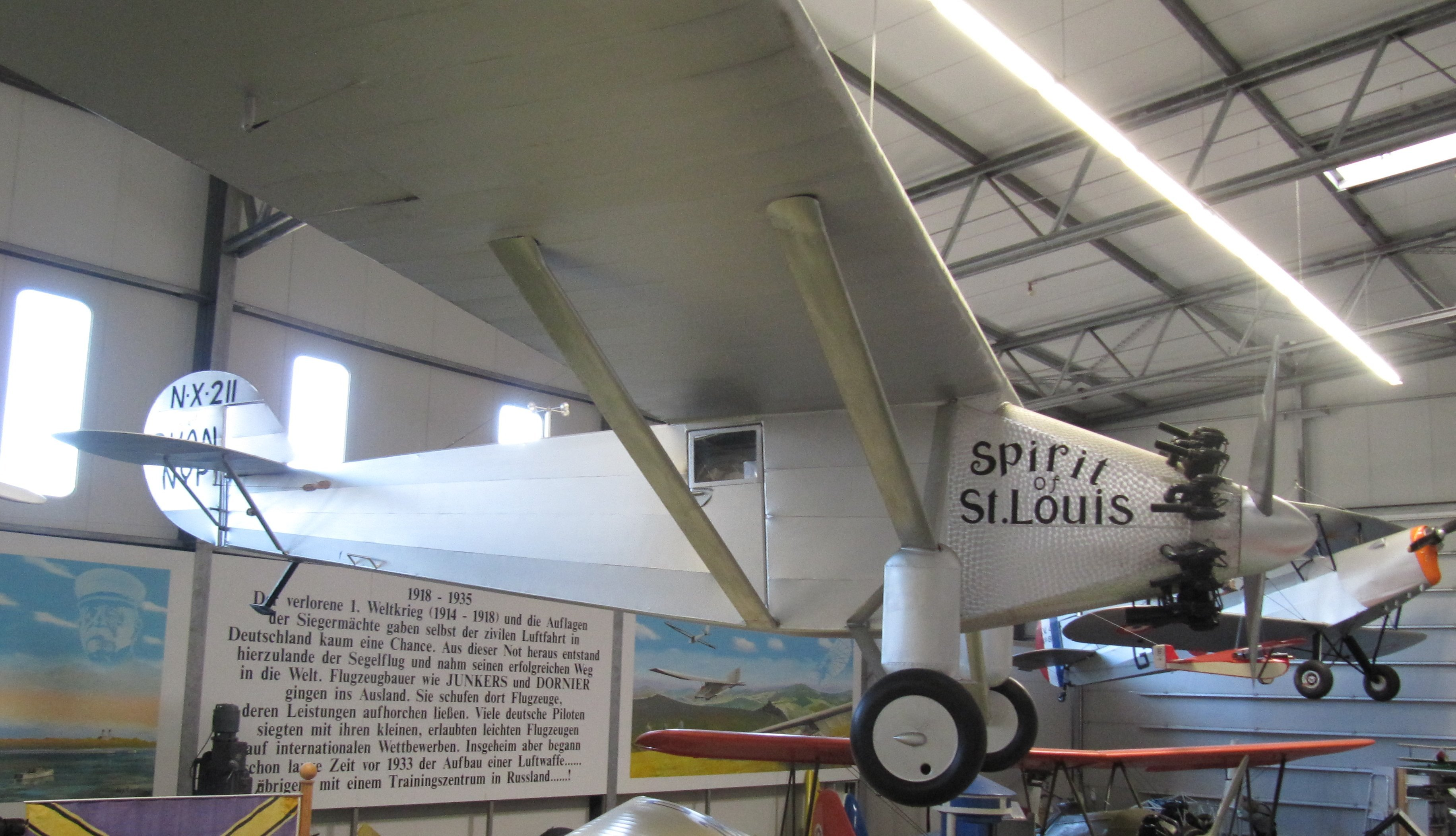
ハノーファー・ラッツェン航空博物館の復元機（2020年）